# Teksty Piramid

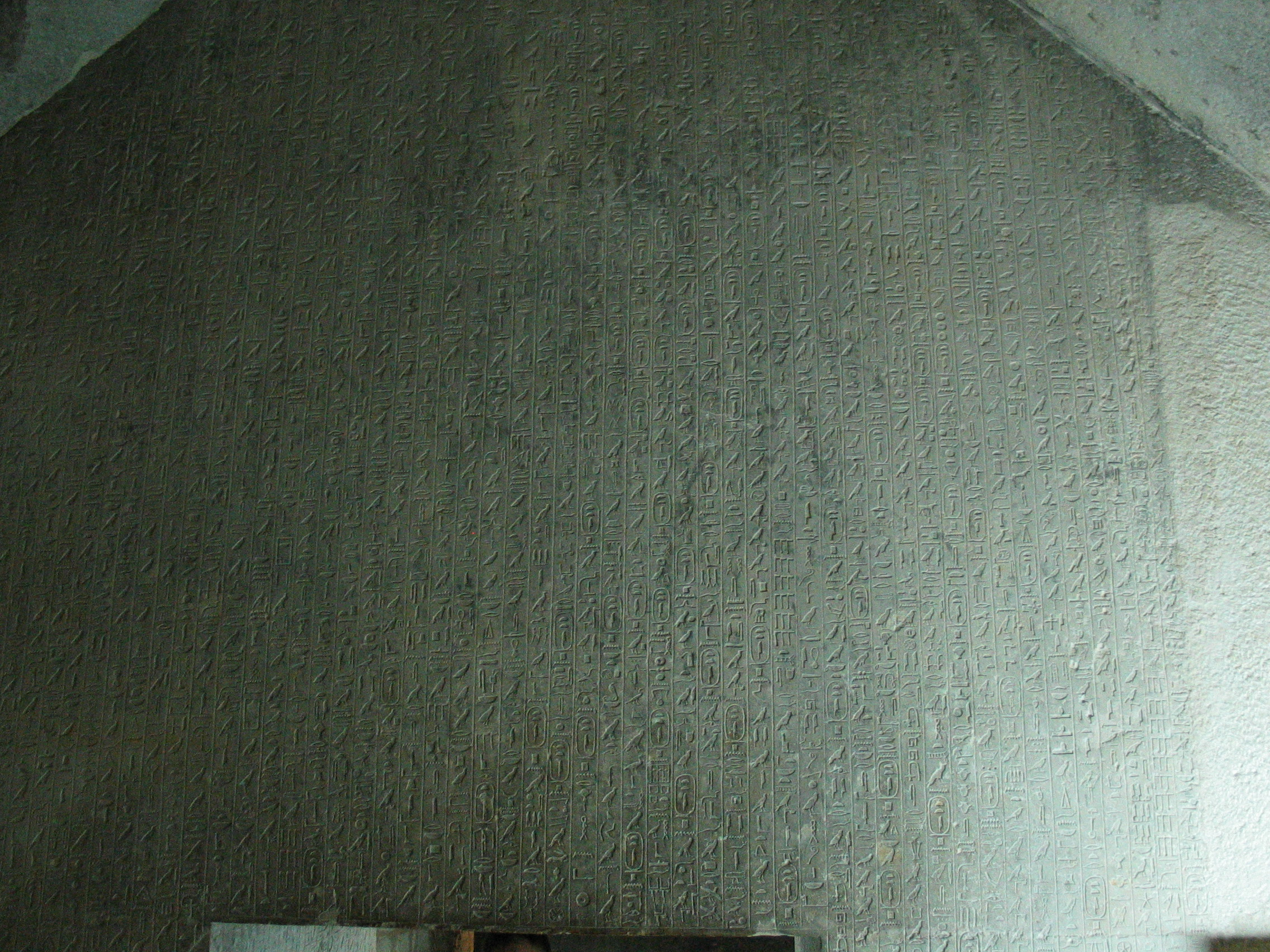
Teksty Piramid z piramidy Teti w Sakkarze

Teksty Piramid – niejednorodny zbiór staroegipskich tekstów religijnych, związanych z kultem zmarłych i zredagowanych w Starym Państwie przez kapłanów z On (Heliopolis). Obejmowały formuły, zaklęcia, hymny, mity. Teksty utrwalane były na ścianach wewnętrznych korytarzy i komór grobowych władców, gdyż tylko dla nich były przeznaczone. Najstarsze inskrypcje pochodzą z komory grobowej piramidy Unisa z V dynastii.

## Występowanie
Piramidy władców IV i V dynastii nie zawierają w swych wnętrzach żadnych ściennych inskrypcji i reliefów. Wyjątkiem jest właśnie piramida Unisa – ostatniego władcy V dynastii, a także piramidy władców VI dynastii: Pepiego I, Tetiego i Pepiego II.

## Historia odkrycia
Odkrycia tego dokonał Gaston Maspero, gdy w 1880 roku zainteresował się blokiem pochodzącym z piramidy Pepiego I pokrytym nieznanym tekstem. Przekonawszy Augusta Mariette'a przeszukał ruiny piramidy Merenre I i wtedy okazało się, że ściany wewnątrz pokryte są niekończącymi się kolumnami hieroglificznych tekstów. Kolejno przeszukane zostały piramidy Unisa, Tetiego i Pepiego II. W ich wnętrzach natrafiono na podobne inskrypcje.
Inny egiptolog francuski G. Jéquier w l. 1924–1932 odkrył cztery następne piramidy z Tekstami, należące do trzech żon władców z VI dynastii oraz króla Ibi, panującego w Pierwszym Okresie Przejściowym. Liczba znanych Tekstów Piramid wzrosła więc do dziewięciu.

## Wygląd
Hieroglify gęsto pokrywają ściany przedsionka oraz sali sarkofagowej. Każdy znak wykuty został ze szczególną starannością, głęboko i bardzo dokładnie. Zostały pomalowane na zielono co doskonale kontrastuje z bielą wapienia ścian, czernią bazaltowego sarkofagu i rojem złotych, pięcioramiennych gwiazd, pokrywającym dwuspadowe sklepienie sali sarkofagowej.

## Treść
Tematem Tekstów Piramid jest podróż faraona po Zaświatach – Krainie Wiecznej Szczęśliwości, jego nieustanna wędrówka i ciągła przemiana jego duszy w Świetlaną Istotę (ach), dzięki „magicznym formułom”. Ciekawą cechą hieroglifów, przedstawiających stworzenia niebezpieczne, jest ich przedstawienie bez nóg lub głów, aby nie stanowiły zagrożenia dla króla.
Hieroglify uważane były za istoty żywe, a ich zadaniem było nakarmienie duszy – ka władcy. Nad całością sprawuje pieczę bogini Nieba Nut. Władca, aby dostać się do "niebiańskiej strefy", używał najróżniejszych sposobów; stawał się dymem, kadzidłem, ptakiem, wstępował po wysokich schodach lub szczeblach drabiny łączącej Ziemię z Niebem, a dostawszy się tam żywił się na wieki magiczną energią bogów.

## Znaczenie
Teksty Piramid są jedną z najstarszych „świętych ksiąg” starożytności, pierwszą w dziejach ludzkości księgą literatury religijnej o olbrzymim bogactwie wątków mitologicznych, odzwierciedlającą wierzenia starożytnych Egipcjan oraz ich wyobrażenia o życiu pośmiertnym. Stanowią we współczesnych czasach znakomite źródło podstawowych wiadomości o egipskich bogach i koncepcjach kosmogonicznych, powstałych w tej wczesnej epoce. Odkrycie ich w XIX wieku stało się wielką sensacją.
Ewolucją i dalszym rozwinięciem Tekstów Piramid były Teksty Sarkofagów, które pojawiły się już w Pierwszym Okresie Przejściowym, a zastąpiły całkowicie Teksty Piramid w okresie Średniego Państwa.

## Polski przekład
Po raz pierwszy "Teksty piramid z piramidy Unisa" na język polski przełożył (z tłumaczenia angielskiego) Andrzej Sarwa w roku 2005, a wydało je w formie książkowej Wydawnictwo Armoryka w Sandomierzu w roku 2006.